# 静音パソコン
静音パソコン（せいおんパソコン）とは、明確な定義は存在しないもののデスクトップパソコンないしその周辺機器から発する騒音を抑えた、さらには無音化したパソコン全般を指す言葉である。日本語において騒音が少ない状況を表す語は「静穏」であるが、これを冠し「静穏パソコン」と表記されることは少ない。
主な騒音源である、電源・CPU・グラフィックカードの冷却用ファン音の低減をはじめとし、さらにはHDDの回転にともなう振動とヘッドの駆動音を避けてSSDにより無音化する、などが主とした静音化である。

## 概要
Cray-1の、「まるで直冷式の冷凍庫に電子回路を組み込んだような」構造などで知られる通り、大量かつ高速の計算を電子的におこなう際には、大量の熱の発生がともなう。パーソナルコンピュータにおいても1990年代後半より顕著となった。
パーソナルコンピュータで使用されるマイクロプロセッサの消費電力は、当初のNMOS時代からCMOS化によって一旦は劇的に減少した。しかし、CMOSプロセッサの消費電力は、クロック周波数と集積される回路規模に比例して増える。プロセッサの消費電力はそのまま熱になる。そのため、性能向上に従って急激に発熱が問題となり、デスクトップパソコンでは486〜Pentiumプロセッサの頃からCPUの強制冷却が必要になった。微細化や低電圧化によりある程度キャンセルされていたが、2000年ヒトケタ代後半には低電圧化は鈍足化し微細化ではむしろリーク電流による消費電力増が効いてくるようになった。
電源装置は、元々効率があまり良くなかった時代にはむしろ主たる発熱源であり、パソコン筐体内の冷却は昔は電源を主に設計されていた。効率は向上したが、前述のCPUや後述のグラフィックプロセッサにより、また内蔵される機器の多種多様化などにより消費電力が増加したためそれを供給する電源の発熱も増加し、電源装置の冷却の必要性は変わらなかった。また、他の機器によって熱を持った空気がトラブルの原因となることから、冷却を独立させることが重要となった。
ビデオカードに搭載されるグラフィックプロセッサも、性能向上によりCPUと変わらない程の熱を発するようになり、冷却が必要になった。
以上のように、パーソナルコンピュータでも強力な強制冷却を必要とするようになったため、その騒音が問題点となった。
特にDVDやTVなど、マルチメディア機能がパソコンに搭載されるようになって以降は、快適な視聴環境の指標としてパソコンの静音性は、性能の一指標として扱われるようになった。メーカー製パソコンにおいても、静音性のあるパソコンを製造するメーカーが近年あらわれており、具体的に音圧レベル(dB単位)を公開しているモデルのあるメーカーも幾つかある。
自作パソコン愛好家の中でも性能よりも静音性を重視する層が一派をなしており、そういった静音派向けの雑誌も販売されている。前述のような視聴覚用途以外に、俗に自宅サーバ等と言われる、住宅内で稼働させ続ける用途においても静音性を重視することがある。また、周辺機器でも、たとえばヤマハのルータのようにファンレス化している例がある。

## 歴史
- 1997年 - マイクロソフトとインテルが「PC97」を発表した。Entertainment PC97は稼動時（必須）、Basic PC97とWorkstation PC97は待機時の静音（推奨）を求めた[2]。
- 1998年 - 自作PCでCPUのオーバークロックが認知され始め、様々なクーラーが発売された。中には水冷式の物もあったと言う[3]。
- 1999年 - AMD対Intelの「クロックウォーズ」が始まった。MPEG2対応の動画キャプチャ製品が出回り始め、静音が必要なデジタル家電的なパソコンの芽が生まれた[4]。
- 2000年 - プロセッサが「ギガヘルツ」時代に突入した。自作PCで静音化に注目が集まり始め、静音型のHDDが主流になった[5]。
- 2001年 - 自作PCで静音化が人気となり、静音型のケース・電源・ドライブや吸音シート・サイレンサー・制振ネジなど様々な製品が発売された[6]。
- 2002年 - 自作PCで静音化が普及し、ファンレスヒートシンクやファンコントローラ、ACアダプタ化キットなど裾野が広がった[7]。またメーカー製PCにも水冷式のパソコンが登場した[8]。
- 2003年 - CPUの動作クロックの上昇が限界に達した。自作PCで静音化が定着し、ファンレスによる無音化が人気になった [9]。
- 2004年 - 自作PCでモバイルCPUや水冷キットが人気になった[10]。

## 静音パソコンの実装方法
パソコンの静音化には、パソコンの用途によってその実現性が大きく分かれる。

### 高性能パソコン

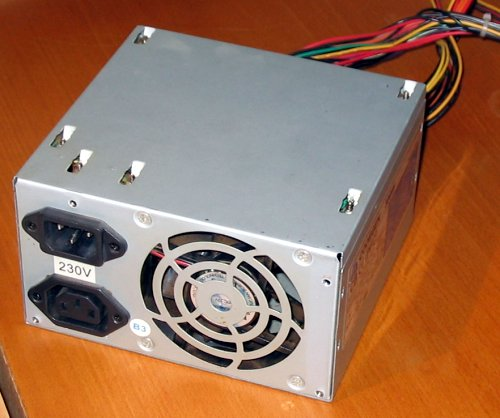
電源ユニット

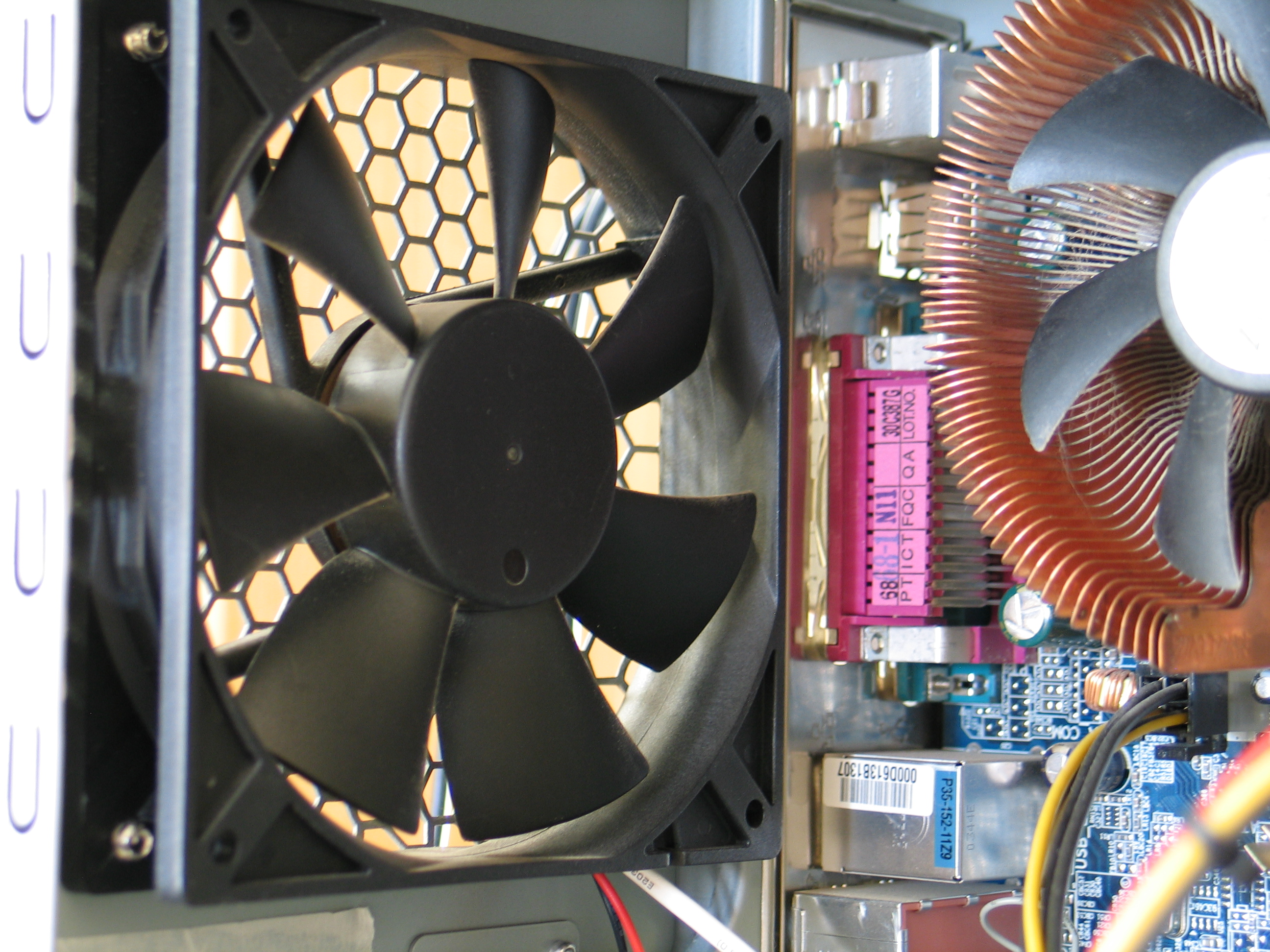
大型ケースファン

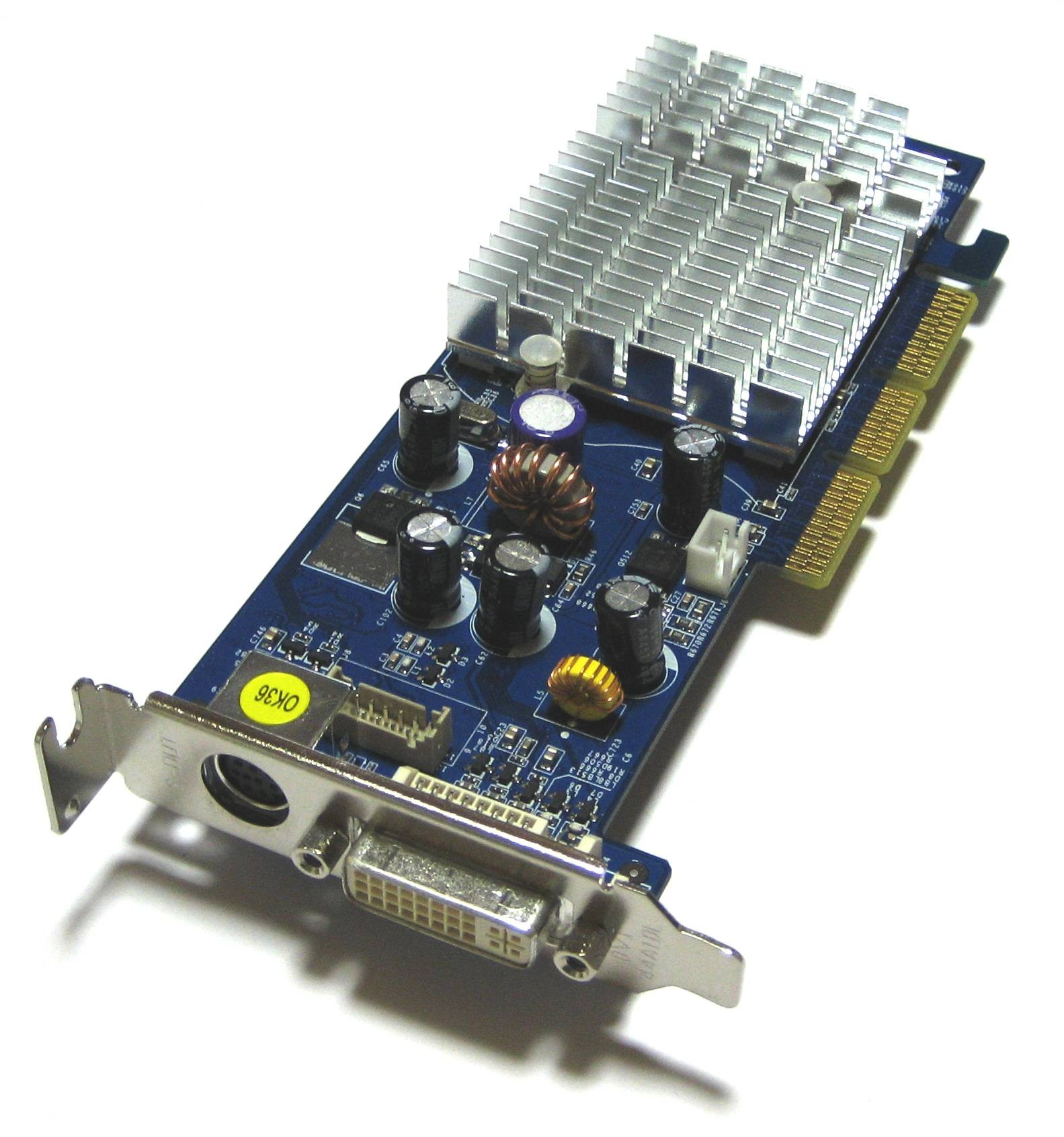
ファンレスビデオカード ファンを廃し大型ヒートシンクで排熱している

高性能なパソコンでは冷却処理の必要性のさらなる増大は避けられない状態にあるので、騒音の原因となっている空冷ファンからの音を減らさなければならない。この場合に初期には放熱板（ほうねつばん）の体面積を大きくし空冷の必要を減少させた上でファンの設計を変えて同じ空冷効果を少ない音で実現してきた。ただしこの場合にはファンや放熱板が大きく場所を取る為にパソコン本体の体積の増大を生んだ。また、風通しを良くするためにパーツの位置の工夫も必要となってきた。最近では、パソコンのCPUの高速化による電力消費とそれに伴う発熱の増大に空冷の消音化では物理的に対応出来なくなってきた事もあり、空冷でなくより高価で複雑な水冷処理が施されるようになってきている。よって最近では、冷却機能そのものが最新鋭のパソコンの機能および出費の大きな部分としてその重要性が増大してきている。

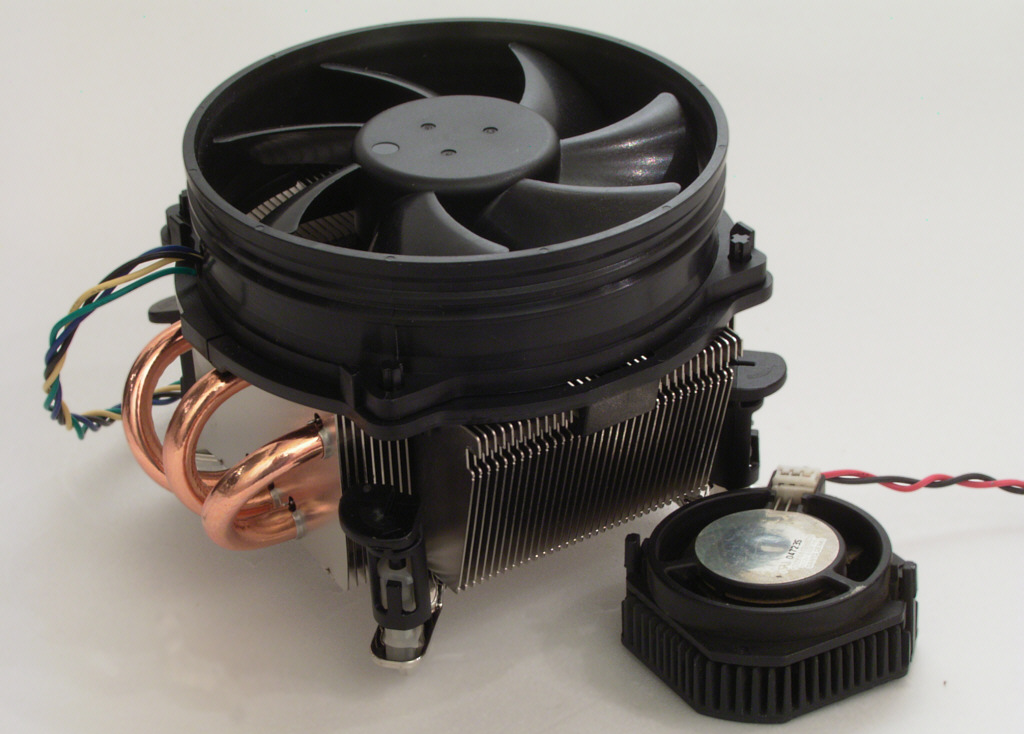
大型ファンにより冷却性能と静粛性を両立した製品の例 手前右が標準サイズのファン

CPUクーラー

CPUの高性能・高発熱化に伴って最も騒音を発するPCパーツとなっており、通常はヒートシンクに合わせて口径5cm〜8cmの高速回転型の冷却ファンが固定されている。その駆動音・風きり音が最大の騒音源となっている場合が多い。CPUを低発熱型（ノートパソコン向けCPUや組み込みシステム向けCPU）に交換したり、ダウンクロック（アンダークロック）や低電圧化といった手法で低発熱化する事が可能であり、さらに大型のヒートシンクを併用する事でファンレス化が可能となる。ただし、夏期や高負荷が長時間続く場合には熱暴走や故障の恐れがあり、ケースファンなどの風がヒートシンクに当たるようにエアフロー（通風）を考慮する必要がある。無理にファンレスを狙わず、ファンを大型で低回転な型に換えるだけでも相応の効果がある（小口径のファンを大型のサイズに変換出来る製品が存在する）。ファンの速度は超低速回転（10dB）から低速回転（20dB）、普通、高速回転（30dB）、超高速回転（40dB辺り）と書かれた製品が存在するが、普通から高速回転辺りにすると熱暴走を抑えつつ、静音を目指す事が出来る、静音とされる音圧レベル(dB/デシベル)は20dB以下とされている。熱暴走を抑えるためにはdB以外にも風量を増やし回転数を減らす必要があり、ファンは口径が大きく、厚い物の方が風量が大きく音も小さい製品が多い（dBを確認する必要がある）がケースやマザーボード、電源とサイズが合うか確認する必要がある。一部のメーカー製パソコンでは、排気用のケースファンに隣接させる事でファンレス化している例もある。（他には、ネジを鉄製では無く、専用のゴム製のネジを取り付ける事によって振動を防ぐ事が出来る。ゴムシートを併用する事で静音の効果が高まる）。: 近年になってメーカー製PCに水冷ユニットが標準装備されたものや、自作パーツとして水冷ユニットが販売されている。ファンやヒートシンクを埃から除去する事により音を抑える事が出来る。
電源ユニットファン

通常の電源ユニットには冷却用の排気ファンが取り付けられており、それを止めたり極端に弱める事は電源部の異常過熱をもたらし、発火等の重大事故を引き起こす恐れがある。大口径のファンを採用したものや、大型のヒートシンクを用いファンレスを実現した製品が静音電源として市販されている。上記のCPUファンと同じくファンの回転速度を普通から高速回転辺りにすると熱暴走を抑えつつ、静音を目指す事が出来る。また、一部製品においては水冷化されているものも存在する。そのほかにはACアダプタを使用した外部電源を採用する事もある。ゴムシートやウレタン、ファンサイレンサーというウレタン素材の円形の筒を電源に取り付ける事で振動を抑える事も出来る（熱が上がる可能性もある）、電源内部のファン自体にもゴムシートを取り付ける事が出来る（ショートしないように電源を消したり、電源コードを外したり、手袋をして作業をする必要がある）。電源ユニットには網目状の切れ込みがあるが金網状の部品（ファンガード）に取り替えると振動を抑え冷却効果が期待出来る。ファンにはドリル状のネジ（テーパーネジ）からファン専用のネジ（10cm〜15cm、20cm〜25cm、38cm用の長いネジ）にすると音が奮えずに静音を目指す事が出来る。CPUファンと同じくファンやヒートシンクを埃から除去する事により音を抑える事が出来る。
ケースファン

外部から空気を取り入れたり、あるいはケース（筐体）内部の熱を外部に排気するためのファンで、空冷式では最も重要なエアフローの根幹となる。ケース外部に接して装着されるため、このファンも騒音源となりやすい。全て無くす事も可能だが、パソコン内にはCPU以外にもチップセットや各種オンボードチップ類、HDDなど発熱する部品が多々あり、それらを全体的に冷却するためにケース内からの排熱は必ず行われるべきである。通気性の高いケースを使って大型・低回転のファンを使うのが効果的であるが、ケース自体が巨大なヒートシンクになるファンレス前提の製品も少数存在する（電源ユニットのファンと同じく、小口径のファンを大型のサイズに変換出来る製品が存在する、網目状の部品も金網状の部品に取り替えるとより静音が期待出来る。ネジを鉄製では無く、専用のゴム製のネジを取り付ける事によって振動を防ぐ事が出来る。ゴムシートを併用する事で静音の効果が高まる）。排気ファンは電源ユニットのファンで兼ねる事も可能。その他の方法としては煙突などを用い熱対流（煙突効果）を利用する方法が存在する。
少し前までのエアフローはケースの前面で吸気・後面で排気が基本であったが、CPUやビデオカードなどの高発熱に伴って側面からCPU部に直接吸排気するタイプ（パッシブダクト）も人気である。そのほか、24センチ大型低回転ファンの採用や12センチ低回転ファンを複数搭載する事でケース内のエアフローを実現した商品もある。
またPCではないが、PlayStation 3では直径16cm（薄型は10cm）もの巨大なファンを低速で回転させる事で、高発熱ながらもある程度の静音性を実現している。CPUファンや電源ユニットと同じくファンやヒートシンクを埃から除去する事により音を抑える事が出来る。
ファンに供給する電圧を下げる手法もよく取られる。通常、ケースファンの供給電圧は12Vであるが、一般に、ファンは12V以下でも動作する。低電圧を供給する事で、低回転・低騒音での駆動を実現する。とはいえ、電圧が低ければトルクが極端に下がり、場合によってはファンが始動しない事もあるため、安易に電圧を下げる事は推奨されない。最も簡易な方法は、ATX電源から5Vを供給する事であるが、5Vでは動作しないファンも多い。他にもファンのプラスに12V、マイナスに5Vを接続する事で差分の7Vを得る手法があるが、安全性には疑問がある。配線中に抵抗器を入れる事で電流を小さくする手法もよく用いられるが、電圧をコントロールする事は難しい（ファンの抵抗は変動するため）。市販の「静音ファン」には、既存のファンに抵抗器を付加した設計のものも多い。ダイオードを順方向に接続し、電圧降下を利用する手法があり、これならば比較的安全に電圧を下げる事が出来るが、実装例は少ない。PWMによる制御を行う手法があり、近年は一部マザーボードでも実装している。電圧を下げるよりも低回転での駆動を実現出来るが、かえって耳障りな騒音を発生してしまうファンもある。
ファンの制御を行う「ファンコントローラ」を利用する事もある。単純なスイッチ、あるいは可変抵抗によって電圧を変更するのみの簡単なものから、サーミスタによるセンシングを行い回転数を制御するもの、USB接続等によってOS上のアプリケーションと連携をとる高機能なものまである。ソフトにおいても制御可能であるが、熱暴走には注意したい（SpeedFanなど）
HDD
HDDの騒音はプラッタ（内部の磁気ディスク）の回転音と、磁気ヘッドのシーク・アクセス音に区別される。騒音自体は電源投入時のスピンアップ音（モーター駆動音）が最も大きいが、起動時のみでありあまり問題とされない。稼動中の回転音やアクセス音は流体軸受けの採用により大幅に抑えられ、比較的新しい製品であればさほど気にならない程度に抑えられている。3.5インチのHDDが主流だが、ノートパソコン用の2.5インチのHDDを用いると音が静かで熱も籠もりにくいという特徴を持った製品が近年出てきている（変換用のブラケットやケースが必要になる）。また、HDDを収納するタイプのパーツを使う事である程度音を封じ込める事が可能。ただし、HDDの発熱がこもったり、障害発生の前兆（異音）に気付きにくくなるというリスクがある（3. 5インチ程の製品が5インチベイ程の大きさに拡大する事がある）。また、一部メーカー製のHDDは専用のツールを配布し、アクセス速度を犠牲にしつつもHDDの騒音を低減するようにファームウェアの設定を書き換え出来るものもある。（HGSTの「Future Tool」など）
なお、近年登場したSSDは、記憶装置にフラッシュメモリを使用しているため機械的な駆動部品が一切存在せず、そのため騒音は皆無で発熱や消費電力もHDDに比べ低く、HDDと置き換える事で静音化に大きく貢献する。
ビデオカード
描画性能の向上に伴って発熱が増加し冷却ファンが付いている事が多くなり、ほとんどが小型で薄型の高回転ファンである事から、かなりの騒音が発生する。大型ファンを用いた冷却装置や、ファンレス化するための専用ヒートシンクに交換するなどの対策があるが、取り付け位置の関係でそういった装置を付けられないといった事情もある。また、そもそも必要以上の高性能ボードにしない、最初から大型ファンを使用したボードを購入するといった対処法もある。またはじめからファンレス化されているものも存在する。
マザーボード
ノースブリッジに小型のファンがあるマザーボードは騒音の原因のひとつとなる。エアフローや発熱量次第ではファンをヒートシンクに乗せかえる事も可能である。近年のマザーボードでは、発熱量の比較的大きなチップセットでもファンを搭載せず、代わりに電源回路⇔ノースブリッジ⇔サウスブリッジとまたがるような巨大なヒートパイプを搭載して発熱を分散化させた製品も登場している。ワッシャをグラスファイバー製からポリカーボネイト製の厚い製品を使用する事により防音ができる（ショートしないように手袋をするかアースに手を触れてから作業をする必要がある）
FDDやDVD
ケースに内蔵されていると振動で騒音の元になるので、外付けのUSB方式にするか、ゴムシートを取り付けると音を静かにする事が出来る。DVDの回転速度はソフト上に置いても制御可能で静音にする事が出来る（例、DriveSpeedなど）。
PCケース
ケースは第一の騒音の元になりうるので、素材から考える必要がある。スチール製は長所は価格が安価で、音が響きにくく静音が期待出来るが、欠点は重量がある。アルミ製は長所は重量が軽く、冷却効果が高いが欠点は価格がやや高価な商品が多く、音が響きやすい。 PCケースの部品としてはグラフィックボードやサウンドボードを取り付けるブラケットのカバーをメッシュ状の部品に変えると音が響きにくく通気性が良くなるので冷却も期待出来る。ケース内部はスポンジ状の専用のシートを貼り付ける事によって振動を抑える事が出来るが熱が籠もりやすいので、風穴が空いている部分は塞がないようにする。ケースの足の部分にもゴムを貼り付ける事によって振動を抑える事が出来る。ネジの取り付ける部分にはゴムのワッシャーを挟み込む事によって振動を抑える事が出来る。足場の部分もプラスチック製からゴムに変える事で振動を抑える事が出来る。ブラケットと呼ばれる拡張カードを差し替える蓋の部分を金属の打ち込みの物からネジで留める物に変える事で振動を抑える事が出来る（メッシュ状にすると静音も期待出来る）ネジを閉めケースを塞ぐ事で音を抑える事が出来る。

### 無音パソコン
一方で、元々パソコンの駆動音の上昇の原因は、最新のパソコンゲームに対処する必要性から起こったものであり、このような用途が必要で無く、インターネットを含めたマルチメディア機能（ブラウザー、動画処理、スカイプなど）と基本的な事務的処理用ソフト（ワープロや表計算）やサーバーとしてのみの使用が目的であれば、全く逆の発想でパソコンの静音化が可能である。
これはパソコンの情報処理速度を下げて、空冷の必要を下げる事によって静音化を実現させるというものである。この場合には、やり方によれば上記の高性能パソコンの冷却方法を一切使わず、放熱板（ほうねつばん）だけで熱処理を行い、完全な無音化を目指す事も可能である。もともとパソコンゲーム市場が欧米に比べて著しく小さい日本では特に注目されている静音化の方法である。ただし、日本の夏の気温は日によれば40℃以上に上昇する場合があり、このような環境で空冷機能が皆無の場合は、問題が発生する事もあるので注意が必要である。

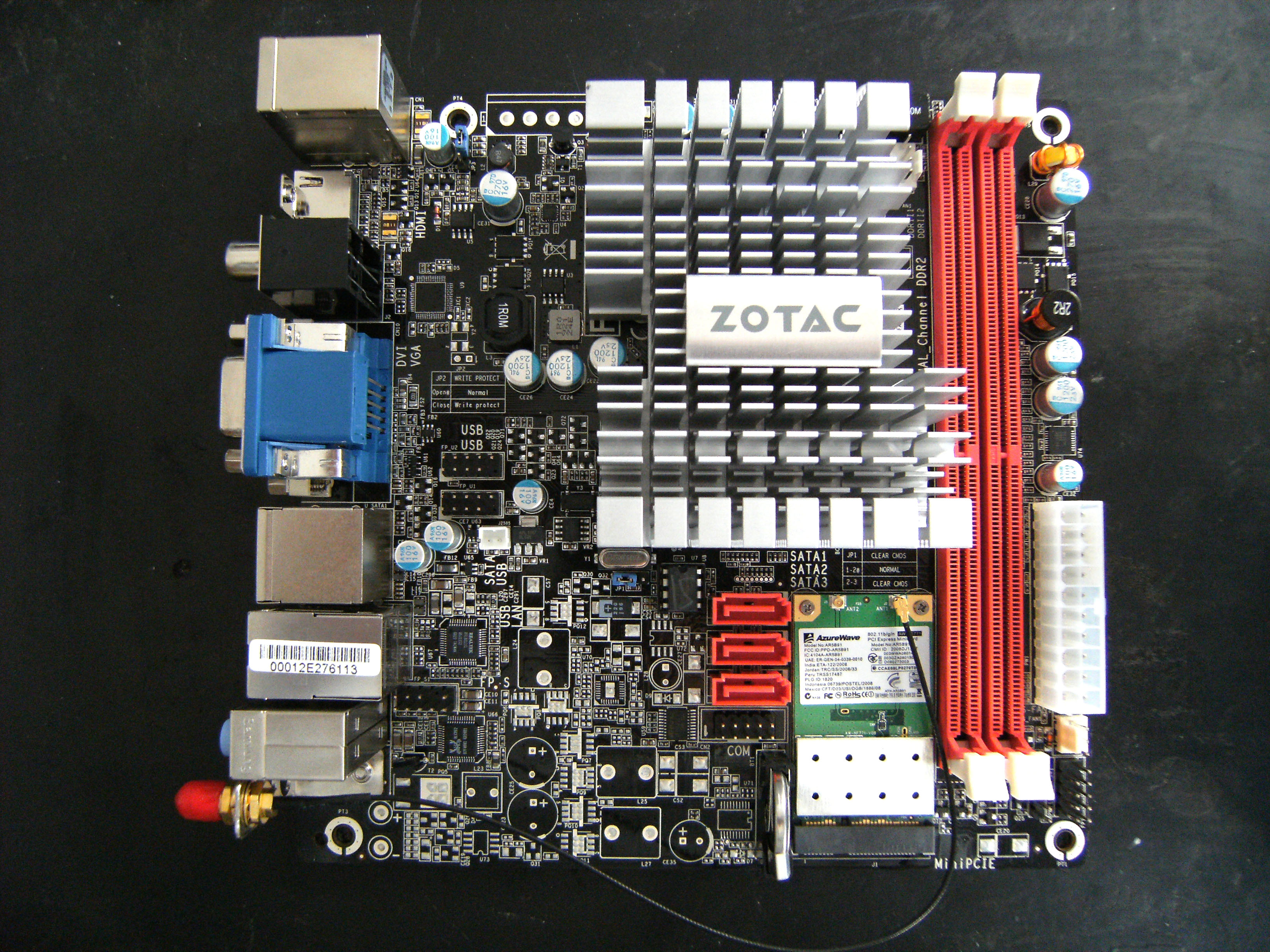
放熱板だけで熱処理が可能なCPUとグラフィクカードがセットの小型マザーボード

具体的には、周期数が最速のCPUではなく、中速あるいは低速のCPUを設計の段階でその処理をさらに効率化して、同じ内容の機能を少ない情報処理量で実現する事によって必要となる電気の消費量とそれに伴う発熱を下げる。それによって空冷の必要性を下げる、あるいは放熱板だけで低温化を実現し、空冷の必要性を無くしたCPUが開発されるようになった。インテル社のAtom、AMD社のAthlonNeoやVIA社のVIANanoやDM&P Electronics社のVortex86がこれに当たる。また、電力の消費が少ないので、電源の空冷やケースの換気用の空冷も必要としない。ゲーム用ではないので、高性能のグラフィックカードも必要でなく、マザーボードに組み込まれているもので代用する。このCPUでパソコンを組み上げると、電源、CPU, グラフィックカードの総てで空冷が必要無くなり、さらにこれにハードドライブの代わりにFlashCardなどを使えば、駆動部分がパソコンから消滅する。これによって無音パソコンが実現する。またFlashCardではなく、既存のHDを使う場合もCacheやメモリーの容量を上げてHDアクセスを減らす事で消音化を行う事も可能である。さらに、結果として、場所を取る扇風機が無くなり、さらに、換気のためにスペースを取る必要も無くなる事から、ケースが小さくてすみ、結果として辞書程度の大きさの省スペースパソコンとしても機能する。現在は省スペースパソコンは、ほとんどの場合は、小さな扇風機を使った静音あるいは空冷を一切行わない無音パソコンである。また低機能化により静音化を実現しているので出費が少なくて済むという利点もある。
このようなパソコンの開発の背景となったのはラップトップパソコンである。小型化、薄型化が重要なラップトップではCPUの発熱から生ずる問題は重要な課題であり、またラップトップはゲームなどの用途には不向きな為、CPUのメーカーはあくまでも事務処理に主眼をおいたラップトップ用の低発熱のCPUをこれまで開発してきた。一方で、携帯電話機が高機能化する過程でその機能的内容がコンピューターに近いものになると、携帯電話のパソコン化がおこる。特に携帯電話においてはその用途から空冷などは問題外であり、この場合は無音を前提としたCPUがパソコン用のCPUとは別路線で開発されてきた。
さらに近年、ビジネス用に商品開発されたラップトップに対してインターネットとマルチメディア機能に特化した小型のネットトップが新たな商品として開発されるようになる一方で、携帯電話では、スマートフォンと呼ばれる事実上パソコンに近い携帯電話が開発されている。近年では、パソコンでインターネットを使っての通話が可能であり、小型パソコンと携帯電話の垣根そのものが曖昧になってきている。インターネットなどのマルチメディアのソフトの使用の利便さは、パソコンのCPUの速度ではなく、あくまでもインターネット通信の速度がその利便性の要となる為、このような市場の流れのなかで、これまでの高速化を至上としたCPUの開発とは別にあくまでも便利性（小型・無音・軽量）に特化した新たなパソコン用のCPUが開発されるようになった。このように静音化に特化したCPUを使ってマルチメディアやサーバー用に特化したネットトップやスマートフォンなどの新たな商品区分が生まれるなか、前世紀のパソコン市場は高性能至上主義であったが、最近ではマルチメディア用、サーバー用、ゲーム用、仕事用、外出用などの違った用途に合ったパソコンを独自で組み立てる消費者も存在する。